# Geophila yunnanensis
Geophila yunnanensis är en måreväxtart som beskrevs av Augustin Abel Hector Léveillé. Geophila yunnanensis ingår i släktet Geophila och familjen måreväxter. Inga underarter finns listade i Catalogue of Life.